# Kosmici w rodzinie
Kosmici w rodzinie lub Obcy w rodzinie (ang. Aliens in the Family) – amerykański serial komediowy z gatunku science fiction stworzony przez Andy'ego i Susan Borowitzów oraz zrealizowany przez The Jim Henson Company, Jim Henson Productions i The Stuffed Dog Company. Muzyka do serialu została stworzona przez Todda Rundgrena.
Premiera serialu odbyła się w Stanach Zjednoczonych 15 marca 1996 na amerykańskim kanale ABC. Ostatni ósmy odcinek serial został wyemitowany 31 sierpnia 1996. W Polsce serial nadawany był na nieistniejącym kanale RTL7.

## Opis fabuły
Serial opowiada o przygodach składającej się z ludzi i kosmitów rodziny Brodych – Douga (John Bedford Lloyd) oraz Cookie (Margaret Trigg), którzy decydują się powrócić na Ziemię i wziąć ślub. Od tego czasu Doug i Cookie wychowują razem piątkę dzieci – dwoje ludzkich i troje kosmicznych.

## Obsada
- John Bedford Lloyd jako Doug Brody
- Margaret Trigg jako Cookie Brody
- Paige Tiffany jako Heather Brody
- Julie Dretzin jako Sally Hagen
- Chris Marquette jako Adam Brody

i inni

## Spis odcinków
| Premiera odcinka | N/o | Angielski tytuł                    |
| ---------------- | --- | ---------------------------------- |
|                  |     |                                    |
| SERIA PIERWSZA   |     |                                    |
|                  |     |                                    |
| 15.03.1996       | 01  | Meet the Brodys                    |
|                  |     |                                    |
| 22.03.1996       | 02  | Bobut Conquers All                 |
|                  |     |                                    |
| 27.07.1996       | 03  | Cookie Makes Some Dough            |
|                  |     |                                    |
| 01.08.1996       | 04  | You Don't Have a Pet to Be Popular |
|                  |     |                                    |
| 08.08.1996       | 05  | Too Good to Be True                |
|                  |     |                                    |
| 15.08.1996       | 06  | Respect Your Elders                |
|                  |     |                                    |
| 22.08.1996       | 07  | Dissected and Neglected            |
|                  |     |                                    |
| 29.08.1996       | 08  | A Very Brody Tweeznax              |
|                  |     |                                    |